# Mordellistena callichroa
Mordellistena callichroa es una especie de coleóptero de la familia Mordellidae. Presenta las subespecies: Mordellistena callichroa ami y Mordellistena callichroa callichroa.

## Distribución geográfica
Habita en Japón.